# آمي
آمي (باليابانية: 中島麻未) هي عارضة أزياء ومؤدية صوت وعارضة ومغنية يابانية، ولدت في 11 مايو 1988 في مينوه في اليابان.

## وصلات خارجية
- الموقع الرسمي
- آمي على موقع IMDb (الإنجليزية)
- آمي على موقع ميوزك برينز (الإنجليزية)
- آمي على موقع ميوزك برينز (الإنجليزية)
- آمي على موقع قاعدة بيانات الفيلم (الإنجليزية)